# Mohnia
Mohnia là một chi ốc biển, là động vật thân mềm chân bụng sống ở biển trong họ Buccinidae.

## Các loài
Các loài trong chi Mohnia gồm có:
- Mohnia abyssorum (Fischer P., 1883)[2]
- Mohnia blakei (A. E. Verrill, 1885)[3]
- Mohnia caelata (Verrill & Smith, 1880)[4]
- Mohnia danielsseni (Friele, 1879)[5]
- Mohnia glypta (Verrill, 1882)[6]
- Mohnia iturupa Golikov & Sirenko, 1998[7]
- Mohnia krampi (Thorson, 1951)[8]
- Mohnia mohni (Friele, 1877)[9]
- Mohnia parva (Verrill & Smith, 1882)[10]
- Mohnia simplex (Verrill, 1884)[11]